# Tiếng Minangkabau
Tiếng Minangkabau (Baso Minangkabau); tiếng Indonesia: Bahasa Minangkabau là một ngôn ngữ trong ngữ tộc Malay-Polynesia thuộc ngữ hệ Nam Đảo, được sử dụng bởi dân Minangkabau ở Tây Sumatra, ở vùng tây của Riau và nhiều thành phố khắp Indonesia bởi những người nhập cư Minangkabau, những người thường làm nghề buôn bán hay mở nhà hàng. Ngôn ngữ này cũng được nói ở một phần của Malaysia.
Do những sự tương đồng lớn về ngữ pháp giữa tiếng Minangkabau và tiếng Mã Lai, có một số tranh cãi về quan hệ giữa hai ngôn ngữ này. Một số người xem tiếng Minangkabau là một phương ngữ của tiếng Mã Lai, trong khi những người khác cho rằng tiếng Minangkabau là một ngôn ngữ riêng biệt.

## Malaysia
Ngoài Tây Sumatra và tây Riau, tiếng Minangkabau cũng được nói ở Malaysia bởi những người là hậu duệ của dân nhập cư từ vùng nói tiếng Minang ở Sumatra (Ranah Minang, hay Đất của Minang). Một số đáng kể những người nhập cư ban đầu định cư ở khu vực ngày nay là bang Negeri Sembilan của Malaysia. Ngôn ngữ này cũng là ngôn ngữ chung dọc theo vùng duyên hải của tỉnh Bắc Sumatra, và thậm chí được dùng ở một số nơi của Aceh, nơi nó được gọi là Aneuk Jamee.

## Phương ngữ
Tiếng Minangkabau có nhiều phương ngữ, đôi khí khác biệt giữa các làng gần nhau (ví dụ như các làng cách nhau một con sông).
Trong giao tiếp hàng ngày giữa người Minangkabau ở các vùng khác nhau, phương ngữ Padang (Baso Padang hay Baso Urang Awak "ngôn ngữ của dân tộc chúng ta") thường được dùng và có một kiểu tiêu chuẩn.

## Ví dụ
| tiếng Minangkabau: | Sarang kayu di rimbo tak samo tinggi, kok kunun manusia           |
| tiếng Indonesia:   | Pohon di rimba tidak sama tinggi, apalagi manusia                 |
| tiếng Việt:        | Cây trong rừng còn không cao như nhau, huống chi là con người ta. |
|                    |                                                                   |
| tiếng Minangkabau: | Co a kongcek baranang co itu inyo                                 |
| tiếng Indonesia:   | Dia berenang seperti katak                                        |
| tiếng Việt:        | Anh ta bơi như con nhái (làm gì mà không có mục tiêu)             |
|                    |                                                                   |
| tiếng Minangkabau: | Indak buliah mambuang sarok disiko!                               |
| tiếng Indonesia:   | Tidak boleh membuang sampah di sini!                              |
| tiếng Việt:        | Không được phép xả rác ở đây!                                     |